# August Mentz
August Mentz (1867 – 1944) fue un botánico danés, experto en extracción de turba y en recuperación de páramos y un pionero en conservación de la naturaleza.

## Biografía
Estudió botánica en la Universidad de Copenhague con el profesor Eugen Warming. Fue luego empleado por la Sociedad de Recuperación de Pantanos Turbosos Danesa (Det danske Hedeselskab) de 1899 a 1923. En 1912 hizo la defensa de su tesis doctoral sobre La vegetación actual de las turberas y pantanos daneses (Mentz, 1912). De 1923 a 1938 fue profesor de Botánica en la Real Colegio de Veterinaria y Agricultura. Editó dos voluminosas floras con planchas a colores: Billeder af Nordens Flora (Fotos de la Flora Norteña) y Vilde Planter i Norden (Las plantas silvestres del Norte).
Fue presidente de la Junta Consultiva Estatal sobre la Conservación de la Naturaleza (Naturfredningsrådet) entre 1925 y 1944. Aunque, por su enorme conocimiento sobre la recuperación de pantanos, con intereses comunes en ambos campos: utilitarismo y conservacionismo. Políticamente, era liberal. En 1918, fue cofundador de la Asociación de Freedom Force, en Viborg, y su presidente desde 1926. Esa asociación combatía la introducción de una prohibición total intimidante sobre el alcohol en Dinamarca y para promover la sobriedad entre las personas a través de la educación.

## Algunas publicaciones
- Mentz, A. 1892. Una vegetación fósil en la costa arcillosa de Store Vildmose (Levninger af en Lerstrands-vegetation, fundne i Nærheden af den store Vildmose). Botanisk Tidsskrift 18 (2) (en danés)

- Mentz, A. 1900. Botaniske Iagttagelser fra Ringkøbing Fjord. I: S.H.A. Rambusch, N. Hartz, Th. Mortensen, A. Mentz: "Studier over Ringkøbing Fjord", Det Nordiske Forlag, København. 215 pp.

- Mentz, A. & Ostenfeld, C.H. 1901-1907. Billeder af Nordens Flora. København: G. E. C. Gads Forlag. Bind 1, Tavle 1-268, bind 2, Tavle 269-519, bind 3, Tekst 471 p. 2. udgave 1917-1923. Hertil tillægsbind: Bind 4, Tavle 520-663

- Mentz, A. 1902. Danske Græsser og græsagtige Planter - Populær Vejledning. Anden Udgave 1935. Gyldendal, København

- Mentz, A. 1902. Om Skals-Aa-Dalens Humusarealer og deres Vegetation (Foreløbig Meddelelse). Botanisk Tidsskrift vol. 24.

- Mentz, A. 1903. Engene ved Skals Aas Udløb. Botanisk Tidsskrift vol. 25.

- Mentz, A. 1906. Marsken ved Ribe: I Anledning af Spørgsmaalet om Opførelsen af et Havdige. Hedeselskabets Tidsskrift.

- Mentz, A. & Ostenfeld, C.H. 1906. Planteverdenen i Menneskets Tjeneste. Gyldendalske Boghandel Nordisk Forlag, København. 382 pp.

- Westh, Th. Claudi, Mentz, A. & Helms J.N.A. 1907. Hesselvig Enggaard. Det danske Hedeselskab, Viborg.

- Mentz, A. 1909. Estructura y biología de plantas fanerógamas del Ártico (ed. E. Warming. Empetraceae. Empetrum nigrum. Meddelelser om Grønland 36: 155-167

- Mentz, A. 1909. Naturfredning - særlig i Danmark. Udvalget for Naturfredning og Gyldendalske Boghandel Nordisk Forlag, København. 63 pp. (en danés)

- Mentz, A. 1910. De vigtigste Typer af Moser og Enge i Danmark. Folkebladets Bogtrykkeri, Viborg.

- Mentz, A. 1911. Rødgranens Vækstforhold paa den jydske Hede. Nordisk Tidsskrift 1911
- Mentz, A. 1912. Studier over danske Mosers recente Vegetation. Gyldendalske Boghandel, København, 287 pp. Tesis doctoral (en danés)

- Mentz, A. & Ostenfeld, C.H. 1901-1907. Billeder af Nordens Flora. København: G.E.C. Gads Forlag. Vol. 1-4, con 633 planchas (en danés)

- Christensen, H.R., Mentz, A. & Overgaard, N. 1912. Undersøgelser over Moseforsøgsarealerne under Statens Forsøgsstationer ved Studsgaard og Tylstrup. Tidsskrift for Landbrugets Planteavl vol. 19.

- Mentz, A. 1912. Betænkning angaaende Indflydelsen paa Vegetationsforholdene af et nyt Udløb fra Ringkøbing Fjord. Rigsdagstidende - Tillæg B, 1911/12: Spalte 3167, 3178

- Mentz, A. 1913. Om Anvendelse af Gul Fladbælg (Lathyrus pratensis) til Græsarealer paa Højmose. Hedeselskabets Tidsskrift vol. 23

- Mentz, A. 1915. Beskrivelse af Vegetationsforholdene paa de lave Arealer omkring Ringkøbing og Stadil Fjorde. Det danske Hedeselskabs Mose- og Engvæsen, København. 24 pp.

- Westh, Th. Claudi & Mentz, A. 1914. Forsøg med forskellige Kalkningsmidler og Kalkmængder paa Højmose. Tidsskrift for Planteavl vol. 21

- Basse, Niels & Mentz, A. 1922. Frøblandingsforsøg paa Mosejord med særligt Henblik paa Forholdet mellem faa-aarige og varigere Plantearter. Hedeselskabets Tidsskrift 1922

- Basse, Niels & Mentz, A. 1922. Gødningsforsøg paa Lavmose i Nørreaa-Dalen. Hedeselskabets Tidsskrift 1922

- Mentz, A. 1928. Naturen og Forskeren. Kritisk Revy, Hefte 3: 27-32

- Mentz, A. 1928. Naturen og Forskeren. Kritisk Revy 3: 27-32 (en danés)

- Jessen, Knud & A. Mentz. 1937-1940. Vilde Planter i Norden. G.E.C. Gad, København (en danés)

- Gram, K., Jensen, Hj. & Mentz, A. 1937. Nytteplanter. Gyldendal, København. 504 pp. (en danés)

## Honores

### Eponimia
Género
- Mentzelia.

- La abreviatura «Mentz» se emplea para indicar a August Mentz como autoridad en la descripción y clasificación científica de los vegetales.[3]